# Eccesso di mortalità
L'eccesso di mortalità è un dato statistico utilizzato prevalentemente in epidemiologia e statistica medica che indica un aumento del tasso di mortalità di un determinato gruppo di popolazione rispetto alla media della popolazione o l'aumento del numero di decessi durante un certo periodo di tempo rispetto alla mortalità normalmente prevista nella stessa stagione. La mortalità viene costantemente monitorata in tutti i paesi.  Nella UE come conseguenza del European Mortality Monitoring Project  l'eccesso di mortalità è costantemente monitorato dalla rete Euromomo.
Può essere calcolato un eccesso di mortalità specifico confrontando le morti per una specifica causa con la mortalità media per la stessa causa nelle stesse stagioni di altri anni.
L'eccesso di mortalità può essere calcolato anche come l'aumento del tasso di mortalità nella popolazione generale a causa di uno specifico rischio morte: generato da una malattia specifica, un cataclisma, criminalità, crisi umanitaria, stato sociale ecc..
Nel caso di epidemie stagionali si tratta di utilizzare il numero di decessi avvenuti per tutte le cause e comparare il numero delle morti verificatisi durante la stagione influenzale con il dato medio delle morti registrato nel restante periodo dell'anno.
Questo indicatore consente di valutare l’impatto di una epidemia sulla mortalità di una popolazione. Questo dato non soffre delle incertezze e variabilità del tasso di mortalità specifico o di letalità dovute a mancanza di diagnosi, imprecisioni di interpretazione e di notifica, in quanto i decessi vengono contati tutti, indipendentemente da qualunque altro fattore. Durante un evento come un'epidemia, la malattia può avere effetti sulla mortalità in vario modo: aumento degli incidenti, aggravamento di malattie non diagnosticate, suicidi, ecc.
Il calcolo dell’eccesso di mortalità però non è facilmente utilizzabile durante lo svolgimento di un evento sanitario (come una pandemia influenzale) poiché necessita di un periodo di tempo più lungo e di un altro periodo di paragone che deve essere ben identificato e possibilmente privo di altre variabili che andrebbero a distorcere il risultato (ad esempio: epidemie in periodo di guerra).
L'eccesso di mortalità rilevato tra le settimane 10 e 19 del 2020, durante la pandemia di COVID-19, nella provincia di Bergamo, confrontando la media dei decessi negli anni dal 2016 al 2019 è stato del 329,8%.
L'eccesso di mortalità non identifica a priori uno specifico nesso causale in quanto diversi fattori che innalzano il rischio di morte possono coesistere, ma è un indicatore di una probabile correlazione.